# Dubove, Verhnodniprovsk
Dubove (în ucraineană Дубове) este un sat în comuna Malooleksandrivka din raionul Verhnodniprovsk, regiunea Dnipropetrovsk, Ucraina.

## Demografie
Componența lingvistică a localității Dubove
     Ucraineană (89,04%)
     Rusă (10,96%)
Conform recensământului din 2001, majoritatea populației localității Dubove era vorbitoare de ucraineană (89,04%), existând în minoritate și vorbitori de rusă (10,96%).